# 2020년 10월
| 2020년: 1월 · 2월 · 3월 · 4월 · 5월 · 6월 · 7월 · 8월 · 9월 · 10월 · 11월 · 12월 |

| \| 2020년 10월 1일 (목요일) \| \| 편집 \| |  |      |
| 경제와 비즈니스 - 일본 도쿄 증권거래소가 기술적인 문제로 하루 동안 거래가 전면 중단되었다. 관련 주가 지수인 닛케이 225, 토픽스의 산출도 중단되었으며, 같은 시스템을 사용 중인 나고야 증권거래소, 후쿠오카 증권거래소, 삿포로 증권거래소의 거래도 정지되었다. 2005년 11월 시스템 장애로 전 종목의 거래가 중단된 적이 있으나, 하루 종일 거래가 중단된 것은 1999년 현행 시스템 도입 이후 처음이다. 도쿄 거래소는 뉴욕 증권거래소, 나스닥에 이은 세계 세 번째 규모의 증권거래소이다. 보건 - 코로나19 범유행 - 대한민국의 0시 기준 확진자 수가 23,889명으로 집계되었다. 전날 0시 대비 77명(국내 67, 해외유입 10)이 늘었다. |  |      |
| 2020년 10월 1일 (목요일) |  | 편집 |

| 2020년 10월 1일 (목요일) |  | 편집 |

| \| 2020년 10월 2일 (금요일) \| \| 편집 \| |  |      |
| 보건 - 코로나19 범유행 - 대한민국의 0시 기준 확진자 수가 23,952명으로 집계되었다. 전날 0시 대비 63명(국내 53, 해외유입 10)이 늘었다. - 백악관 코로나19 집단 감염: 미국의 도널드 트럼프 대통령과 영부인 멜라니아 트럼프가 감염증 양성 판정을 받고, 자가 격리에 들어갔다. 전날 보좌관 호프 힉스(Hope Hicks)의 확진과 관련하여 선제적인 검사를 실시한 것으로 알려졌다. |  |      |
| 2020년 10월 2일 (금요일) |  | 편집 |

| 2020년 10월 2일 (금요일) |  | 편집 |

| \| 2020년 10월 3일 (토요일) \| \| 편집 \| |  |      |
| 문화와 예술 - 이집트 당국이 약 2,500여 년 가량된 제26왕조 사제와 서기의 관 59개를 공개하였다. 보건 - 코로나19 범유행 - 대한민국의 0시 기준 확진자 수가 24,027명으로 집계되었다. 전날 0시 대비 75명(국내 52, 해외유입 23)이 늘었다. |  |      |
| 2020년 10월 3일 (토요일) |  | 편집 |

| 2020년 10월 3일 (토요일) |  | 편집 |

| \| 2020년 10월 4일 (일요일) \| \| 편집 \| |  |      |
| 무력 충돌과 공격 - 2020년 나고르노카라바흐 분쟁: 아제르바이잔 제2의 도시인 간자가 아르차흐 공화국 군대에 공격을 받아 최소 민간인 1명이 숨졌다. 간자 국제 공항(Ganja International Airport)도 폭격을 받았다. 자키르 하사노프(Zakir Hasanov) 아제르바이잔 국방장관은 분쟁을 확장시키는 도발 행위라는 입장을 표명하였다. 보건 - 코로나19 범유행 - 대한민국의 0시 기준 확진자 수가 24,091명으로 집계되었다. 전날 0시 대비 64명(국내 47, 해외유입 17)이 늘었다. 정치와 선거 - 누벨칼레도니(뉴칼레도니아)에서 프랑스에서 독립할 지를 묻는 국민투표가 실시되었다. 투표 결과, 53.26% 반대로 부결되었다. - 키르기스스탄에서 총선거가 실시되었다. |  |      |
| 2020년 10월 4일 (일요일) |  | 편집 |

| 2020년 10월 4일 (일요일) |  | 편집 |

| \| 2020년 10월 5일 (월요일) \| \| 편집 \| |  |      |
| 보건 - 코로나19 범유행 - 대한민국의 코로나19 범유행 - 대한민국의 0시 기준 확진자 수가 24,164명으로 집계되었다. 전날 0시 대비 73명(국내 64, 해외유입 9)이 늘었다. - 부산광역시가 북구 만덕동을 동단위 특별 방역 구역으로 지정하였다. 공원 18개소를 폐쇄하였으며, 학교와 유치원 16곳이 원격 수업으로 전환하고, 음식점, 카페 등의 명부 작성을 의무화하였다. 만덕동에서는 약 1,200여 명이 검사를 받았고, 부산 전체의 1/4 수준인 약 1,000여 명이 자가 격리 중이다. 사회 - 키르기스스탄에서 정부의 부패와 선거관리위원회의 총선 무효 발표로 시위가 벌어졌다. 수상 - 제120회 노벨상 - 하비 J. 올터, 마이클 호턴, 찰스 M. 라이스가 C형 간염 바이러스를 발견한 공로로 노벨 생리학·의학상 수상자로 선정됐다. |  |      |
| 2020년 10월 5일 (월요일) |  | 편집 |

| 2020년 10월 5일 (월요일) |  | 편집 |

| \| 2020년 10월 6일 (화요일) \| \| 편집 \| |  |      |
| 과학과 기술 - 제120회 노벨상: 로저 펜로즈와 라인하르트 겐첼 그리고 안드레아 M. 게즈가 노벨 물리학상 수상자로 선정되었다. 보건 - 코로나19 범유행 - 대한민국의 0시 기준 확진자 수가 24,239명으로 집계되었다. 전날 0시 대비 75명(국내 66, 해외유입 9)이 늘었다. 정치와 선거 - 키르기스스탄 선거관리 당국이 10월 4일 실시된 총선에 대하여 무효 결정하였다. 그리고 새 내각 구성후 재선거를 주문하였다. 이후 쿠바트베크 보로노프 총리 등이 사임하였다. |  |      |
| 2020년 10월 6일 (화요일) |  | 편집 |

| 2020년 10월 6일 (화요일) |  | 편집 |

| \| 2020년 10월 7일 (수요일) \| \| 편집 \| |  |      |
| 과학과 기술 - 제120회 노벨상: 에마뉘엘 샤르팡티에와 제니퍼 다우드나가 노벨 화학상 수상자로 선정되었다. 보건 - 코로나19 범유행 - 대한민국의 0시 기준 확진자 수가 24,353명으로 집계되었다. 전날 0시 대비 114명(국내 94, 해외유입 20)이 늘었다. |  |      |
| 2020년 10월 7일 (수요일) |  | 편집 |

| 2020년 10월 7일 (수요일) |  | 편집 |

| \| 2020년 10월 8일 (목요일) \| \| 편집 \| |  |      |
| 문화와 예술 - 제120회 노벨상: 루이즈 글릭이 노벨 문학상 수상자로 선정되었다. 보건 - 코로나19 범유행 - 대한민국의 0시 기준 확진자 수가 24,422명으로 집계되었다. 전날 0시 대비 69명(국내 60, 해외유입 9)이 늘었다. 사고 - 울산 삼환아르누보 화재: 대한민국 울산광역시 남구의 한 주상복합건물에서 화재가 발생하였다. 강풍주의보가 내려진 가운데 23시경 화재가 발생하였고, 불이 건물 외벽을 타고 상층부로 확산하면서 일부 층으로 옮겨붙었다. 울산소방본부는 대응 2단계를 발령하고, 인명 구조와 수색, 화재 진압을 진행하였다. 스포츠 - 대한민국의 육상인 최윤칠이 숨졌다. 최윤칠은 1954년 대한민국 선수로는 처음으로 아시안게임 금메달을 기록한 바 있다. |  |      |
| 2020년 10월 8일 (목요일) |  | 편집 |

| 2020년 10월 8일 (목요일) |  | 편집 |

| \| 2020년 10월 9일 (금요일) \| \| 편집 \| |  |      |
| 국제 관계 - 제120회 노벨상: 세계 식량 계획(WFP)이 노벨 평화상 수상 단체로 선정되었다. 보건 - 코로나19 범유행 - 대한민국의 0시 기준 확진자 수가 24,476명으로 집계되었다. 전날 0시 대비 54명(국내 38, 해외유입 16)이 늘었다. 재해 - 2020년 북대서양 허리케인 - 허리케인 델타(Delta)의 미국 루이지애나주 상륙이 임박한 것으로 알려졌다. 사고 - 울산 삼환아르누보 화재: 10월 8일 23시경 발생한 화재가 15시간 40여분 만에 완전 진압되었다. 소방당국은 14시 50분 부로 불을 모두 껐다고 밝혔다. 화재 사고로 소방대원 1명을 포함하여 모두 93명(중상자 3명)이 병원으로 이송되었으나, 사망자는 발생하지 않았다. |  |      |
| 2020년 10월 9일 (금요일) |  | 편집 |

| 2020년 10월 9일 (금요일) |  | 편집 |

| \| 2020년 10월 10일 (토요일) \| \| 편집 \| |  |      |
| 군사 - 조선민주주의인민공화국이 집권당인 조선로동당의 당 창건 75주년을 맞아 열병식을 진행하였다. 김정은 국무위원장은 육성연설을 통하여 전쟁억제력을 계속 강화해 나갈 것임을 밝혔다. 행사는 자정에 시작되어 새벽 시간에 진행된 것으로 알려졌으며, 조선중앙TV를 통하여 19시에 녹화 중계방송되었다. 보건 - 코로나19 범유행 - 대한민국의 0시 기준 확진자 수가 24,548명으로 집계되었다. 전날 0시 대비 72명(국내 61, 해외유입 11)이 늘었다. |  |      |
| 2020년 10월 10일 (토요일) |  | 편집 |

| 2020년 10월 10일 (토요일) |  | 편집 |

| \| 2020년 10월 11일 (일요일) \| \| 편집 \| |  |      |
| 보건 - 코로나19 범유행 - 대한민국의 0시 기준 확진자 수가 24,606명으로 집계되었다. 전날 0시 대비 58명(국내 46, 해외유입 12)이 늘었다. 스포츠 - 로스앤젤레스 레이커스가 미국 전미 농구 협회(NBA) 2020년 리그에서 우승하였다. 레이커스는 6차전에서 106 : 93으로 마이애미 히트를 꺾고, 시리즈 전적 4승 2패로 우승을 결정지었다. 2010년 이후 10년 만으로, 통산 17 번째 우승이다. 챔피언 결정전 최우수선수(MVP)에는 레이커스의 르브론 제임스가 선정되었다. - 2020년 프랑스 오픈에서 라파엘 나달이 남자 단식 부문에서 우승하였다. 나달은 노바크 조코비치를 6-0, 6-2, 7-5의 스코어로 꺾으며, 대회 통산 13번째 우승을 기록하였다. 이번 우승으로 나달은 통산 20번째 메이저 대회 우승컵을 들어올리며, 로저 페더러의 메이저 대회 우승 기록과 동률을 이루었다. |  |      |
| 2020년 10월 11일 (일요일) |  | 편집 |

| 2020년 10월 11일 (일요일) |  | 편집 |

| \| 2020년 10월 12일 (월요일) \| \| 편집 \| |  |      |
| 보건 - 코로나19 범유행 - 대한민국의 0시 기준 확진자 수가 24,703명으로 집계되었다. 전날 0시 대비 97명(국내 68, 해외유입 29)이 늘었다. - 중화인민공화국 칭다오시가 12명의 확진자 발생과 관련, 시민 900만여 명에 대하여 전수 조사를 진행하겠다고 밝혔다. 중화인민공화국의 확진자 발생 보고는 8월 16일 마지막 보고 이후 56일 만이다. |  |      |
| 2020년 10월 12일 (월요일) |  | 편집 |

| 2020년 10월 12일 (월요일) |  | 편집 |

| \| 2020년 10월 13일 (화요일) \| \| 편집 \| |  |      |
| 사회 - 대한민국 국무회의에서 가정폭력 민법 개정안이 통과되었다. - 마스크 착용 의무화가 시작되었다. 보건 - 코로나19 범유행 - 대한민국의 0시 기준 확진자 수가 24,805명으로 집계되었다. 전날 0시 대비 102명(국내 69, 해외유입 33)이 늘었다. |  |      |
| 2020년 10월 13일 (화요일) |  | 편집 |

| 2020년 10월 13일 (화요일) |  | 편집 |

| \| 2020년 10월 14일 (수요일) \| \| 편집 \| |  |      |
| 경제와 비즈니스 - 한국은행이 금융통화위원회(금통위)를 열고, 0.5% 수준인 현행 기준금리의 유지를 결정하였다. 현행 금리는 5월 28일 0.25%p 인하된 수준으로, 금통위는 7월 16일, 8월 27일 회의에서 금리 유지를 결정한 바 있다. - 현대자동차그룹 제2대 회장에 정의선 수석부회장이 취임하였다. 20년간 그룹을 이끈 정몽구 초대회장은 아들의 회장 취임과 함께 경영 일선에서 물러나며, 명예회장에 추대되었다. 보건 - 코로나19 범유행 - 대한민국의 0시 기준 확진자 수가 24,889명으로 집계되었다. 전날 0시 대비 84명(국내 53, 해외유입 31)이 늘었다. 사회 - 태국에서 1973년 봉기일에 맞추어 마하 와치랄롱꼰 국왕의 퇴진과 군주제 개혁, 쁘라윳 짠오차 총리의 퇴진 등을 요구하는 집회 시위가 열렸다. 재해 - 인도 텔랑가나주 하이데라바드에서 홍수가 발생, 최소 81명 이상이 숨졌다. |  |      |
| 2020년 10월 14일 (수요일) |  | 편집 |

| 2020년 10월 14일 (수요일) |  | 편집 |

| \| 2020년 10월 15일 (목요일) \| \| 편집 \| |  |      |
| 경제와 비즈니스 - 대한민국의 연예기획사 빅히트 엔터테인먼트가 한국거래소에 상장되었다. 빅히트 엔터테인먼트는 음악 그룹 방탄소년단(BTS) 등이 소속되어있다. 보건 - 코로나19 범유행 - 대한민국의 0시 기준 확진자 수가 24,988명으로 집계되었다. 전날 0시 대비 110명(국내 95, 해외유입 15)이 늘었다. 그리고, 10월 13일 통계의 러시아 선원 11명은 미입국자로 누적 통계에서 제외되었다. 사고 - 2011년 동일본 대지진, 후쿠시마 제1 원자력 발전소 사고: 일본 정부가 후쿠시마 원전 오염수(방사능 오염에 노출된 물)를 바다에 방류할 방침인 것으로 알려졌다. 정치와 선거 - 2020년 키르기스스탄 시위: 키르기스스탄의 소론바이 젠베코프 대통령이 사퇴하였다. 10월 4일 총선거에서 압승하였으나, 선거 직후 부정 선거와 관련한 선거 불복 및 퇴진 시위가 발생하였으며, 10월 6일에는 선거관리위원회가 선거를 무효화를 결정한 바 있다. 10월 9일, 새 내각의 구성 뒤 사퇴하겠다고 발표하기도 하였으나, 사임 전날까지도 시위가 이어짐에 따라, 조기 사임을 결정한 것으로 알려졌다. |  |      |
| 2020년 10월 15일 (목요일) |  | 편집 |

| 2020년 10월 15일 (목요일) |  | 편집 |

| \| 2020년 10월 16일 (금요일) \| \| 편집 \| |  |      |
| 무력 충돌과 공격 - 사뮈엘 파티 피살 사건: 프랑스에서 교사 사뮈엘 파티(Samuel Paty)가 무슬림 테러리스트에 의해 참수되는 테러가 발생하였다. 보건 - 코로나19 범유행 - 대한민국의 0시 기준 확진자 수가 25,035명으로 집계되었다. 전날 0시 대비 47명(국내 41, 해외유입 6)이 늘었다. |  |      |
| 2020년 10월 16일 (금요일) |  | 편집 |

| 2020년 10월 16일 (금요일) |  | 편집 |

| \| 2020년 10월 17일 (토요일) \| \| 편집 \| |  |      |
| 국제 관계 - 안도라가 190 번째 국제 통화 기금(IMF) 회원국이 되었다. 보건 - 코로나19 범유행 - 대한민국의 0시 기준 확진자 수가 25,108명으로 집계되었다. 전날 0시 대비 73명(국내 62, 해외유입 11)이 늘었다. 정치와 선거 - 2020년 뉴질랜드 총선에서 저신다 아던 총리가 이끄는 노동당이 승리하였다. 노동당은 전체 120석 중 64석을 얻었다. 한 정당이 과반수의 의석을 차지하는 것은 1996년 이후 혼합비례대표제(MMP) 도입 이후 처음이다. |  |      |
| 2020년 10월 17일 (토요일) |  | 편집 |

| 2020년 10월 17일 (토요일) |  | 편집 |

| \| 2020년 10월 18일 (일요일) \| \| 편집 \| |  |      |
| 보건 - 코로나19 범유행 - 전 세계 확진자 수가 4,000만 명을 넘어섰다, 누적 확진자 수는 4,000만 81명, 누적 사망자 수는 111만 5,154명으로 각각 집계되었다. 9월 16일 3,000만 명을 넘어선지 32일 만이다. 전 세계의 확진자 수는 지난 2019년 12월 31일, 중화인민공화국 당국이 후베이성 우한에서의 원인 미상 폐렴 환자 발생을 세계보건기구(WHO)에 보고한 지 6개월여 만인 6월 28일 1,000만 명을 넘어섰고, 이후 43일 만인 8월 9일에는 2,000만 명을 넘어섰다. 9월 29일에는 누적 사망자 수가 100만 명을 넘어선 바 있다. - 대한민국의 0시 기준 확진자 수가 25,199명으로 집계되었다. 전날 0시 대비 91명(국내 71, 해외유입 20)이 늘었다. 스포츠 - 2020년 월드 시리즈: 로스앤젤레스 다저스(LA 다저스)와 탬파베이 레이스의 2020년도 월드 시리즈 진출이 확정되었다. 정치와 선거 - 볼리비아에서 총선거가 실시되었다. 사회주의운동당의 루이스 아르세가 대통령에 선출되었으며, 다비드 초케우앙카가 부통령에 선출되었다. 상·하원 의원도 모두 새롭게 선출하였다. |  |      |
| 2020년 10월 18일 (일요일) |  | 편집 |

| 2020년 10월 18일 (일요일) |  | 편집 |

| \| 2020년 10월 19일 (월요일) \| \| 편집 \| |  |      |
| 보건 - 코로나19 범유행 - 대한민국의 0시 기준 확진자 수가 25,275명으로 집계되었다. 전날 0시 대비 76명(국내 50, 해외유입 26)이 늘었다. - 대한민국의 제약사인 대웅제약이 호주 식품의약청부터 코로나19치료제 임상 1상 승인을 받았다. 사고 - 대한민국에서 독감백신을 접종 받은 17세 남성이 이틀 뒤에 숨졌다. 재해 - 2020년 지진: 미국 알래스카 알류샨 열도 남동쪽 해상에서 모멘트 규모 7.5의 지진이 발생하였다. |  |      |
| 2020년 10월 19일 (월요일) |  | 편집 |

| 2020년 10월 19일 (월요일) |  | 편집 |

| \| 2020년 10월 20일 (화요일) \| \| 편집 \| |  |      |
| 경제와 비즈니스 - 홍콩의 항공사 캐세이퍼시픽 항공이 2019–2020년 홍콩 시위 및 감염증 유행의 여파로 약 6,000여 명의 인력을 감원하고, 자회사인 캐세이 드래곤 항공의 운항을 중단한다고 밝혔다. 과학과 기술 - 미국의 우주 탐사선 오시리스-렉스(OSIRIS-REx)가 3억km 거리에 위치한 소행성 101955 베누에 착륙, 표본을 채취하는데 성공하였다. 오시리스-렉스는 이번 임무에서 최소 60g의 표본을 채취할 예정이다. 일본에 이은 두 번째 소행성 표본 채취 성공이다. 일본은 앞서 2005년 하야부사 탐사선이 소행성 25143 이토카와의 표본 1mg을 채취해 귀환하였고, 2018년 하야부사 2호로 162173 류구의 표본 약100mg 채취에 성공, 오는 2020년 12월 귀환을 앞두고 있다. 보건 - 코로나19 범유행 - 대한민국의 0시 기준 확진자 수가 25,333명으로 집계되었다. 전날 0시 대비 58명(국내 41, 해외유입 17)이 늘었다. |  |      |
| 2020년 10월 20일 (화요일) |  | 편집 |

| 2020년 10월 20일 (화요일) |  | 편집 |

| \| 2020년 10월 21일 (수요일) \| \| 편집 \|                                                                                      |  |      |
| 보건 - 코로나19 범유행 - 대한민국의 0시 확진자 수가 25,424명으로 집계되었다. 전날 0시 대비 91명(국내 57, 해외유입 34)이 늘었다. |  |      |
| 2020년 10월 21일 (수요일) |  | 편집 |

| 2020년 10월 21일 (수요일) |  | 편집 |

| \| 2020년 10월 22일 (목요일) \| \| 편집 \| |  |      |
| 보건 - 코로나19 범유행 - 대한민국의 0시 기준 확진자 수가 25,543명으로 집계되었다. 전날 0시 대비 121명(국내 104, 해외유입 17)이 늘고, 전날 통계에서 2명(이라크입국 단순 환승객)이 제외되었다. 사고 - 대한민국에서 이번 겨울을 대비한 계절 인플루엔자(독감) 백신을 접종 받은후 숨진 사람이 28명으로 집계되었다. 보건 당국은 사망과 백신의 직접적 연관성이 낮다고 밝히고, 접종을 중단할 필요는 없다고 밝혔다. 정치와 선거 - 2020년 미국 대통령 선거: 공화당 후보인 도널드 트럼프 대통령과 민주당 조 바이든 후보의 마지막 TV 토론회가 진행되었다. |  |      |
| 2020년 10월 22일 (목요일) |  | 편집 |

| 2020년 10월 22일 (목요일) |  | 편집 |

| \| 2020년 10월 23일 (금요일) \| \| 편집 \|                                                                                             |  |      |
| 보건 - 코로나19 범유행 - 대한민국의 0시 기준 확진자 수가 25,698명으로 집계되었다. 전날 0시 대비 155명(국내 138, 해외유입 17)이 늘었다. |  |      |
| 2020년 10월 23일 (금요일) |  | 편집 |

| 2020년 10월 23일 (금요일) |  | 편집 |

| \| 2020년 10월 24일 (토요일) \| \| 편집 \| |  |      |
| 보건 - 코로나19 범유행 - 대한민국의 0시 기준 확진자 수가 25,775명으로 집계되었다. 전날 0시 대비 77명(국내 66, 해외유입 11)이 늘었다. 스포츠 - 2020년 KBO 리그, 2020년 한국시리즈: 대한민국 KBO 리그에 소속된 야구팀 NC 다이노스가 창단 9년 만에 첫 정규시즌 우승을 확정하였다. NC 다이노스는 이날 경기에서 LG 트윈스와 3 : 3 무승무를 기록, 잔여 경기 결과와 상관없이 2020년 리그 우승을 확정하고, 한국시리즈에 직행하였다. 정치와 선거 - 2020년 미국 대통령 선거: 공화당 후보인 도널드 트럼프 대통령이 플로리다주 웨스트팜비치에 있는 자신의 골프 클럽 인근 투표소에서 사전 투표를 하였다. |  |      |
| 2020년 10월 24일 (토요일) |  | 편집 |

| 2020년 10월 24일 (토요일) |  | 편집 |

| \| 2020년 10월 25일 (일요일) \| \| 편집 \| |  |      |
| 경제와 비즈니스 - 대한민국의 기업인 이건희 삼성 회장이 삼성서울병원에서 숨졌다. 이 회장은 2014년 5월 급성 심근 경색으로 쓰러진 뒤, 6년 5개월여 동안 투병을 해왔다. 문화와 예술 - 베네수엘라 카라카스에서 미인 대회인 미스 그랜드 인터내셔널 2020가 열린다. 보건 - 코로나19 범유행 - 대한민국의 0시 기준 확진자 수가 25,836명으로 집계되었다. 전날 0시 대비 61명(국내 50, 해외유입 11)이 늘었다. 스포츠 - 2020 포루투갈 그랑프리에서 루이스 해밀턴이 우승하였다. 통산 92번째 우승으로, 해밀턴은 미하엘 슈마허(91회) 넘어서서 역대 최다 우승 기록을 새롭게 썼다. |  |      |
| 2020년 10월 25일 (일요일) |  | 편집 |

| 2020년 10월 25일 (일요일) |  | 편집 |

| \| 2020년 10월 26일 (월요일) \| \| 편집 \| |  |      |
| 보건 - 코로나19 범유행 - 대한민국의 0시 기준 확진자 수가 25,955명으로 집계되었다. 전날 0시 대비 119명(국내 94, 해외유입 25)이 늘었다. 법과 범죄 - 미국 상원에서 대법관 후보자 에이미 코니 배럿 제7 순회 항소법원 판사에 대한 인준 동의안이 52 : 48 로 통과하였다. 공화당에서는 메인주의 수전 콜린스 상원의원만이 유일하게 반대표를 행사하였다. 보수 성향의 배럿 후보자의 인준이 통과하면서, 대법원의 구성은 보수 성향 6명, 진보 성향 3명이 되었다. 9월 26일 지명 이후 한 달만의 인준이다. |  |      |
| 2020년 10월 26일 (월요일) |  | 편집 |

| 2020년 10월 26일 (월요일) |  | 편집 |

| \| 2020년 10월 27일 (화요일) \| \| 편집 \| |  |      |
| 보건과 환경 - 코로나19 범유행 - 대한민국의 0시 기준 확진자 수가 26,043명으로 집계되었다. 전날 0시 대비 88명(국내 72, 해외유입 16)이 늘었다. 사고와 재해 - 2020년 북대서양 허리케인: 1등급 허리케인 제타(Zeta)가 중앙아메리카 유카탄반도에 상륙하였다. - 2020년 태풍: 제18호 태풍 몰라베(Molave)가 25일 필리핀에 이어, 베트남에 상륙하였다. 몰라베는 사피어-심프슨 허리케인 등급 3등급에 세기의 태풍으로, 태풍으로 인하여 필리핀과 베트남에서 최소 26명이 숨지고, 83명이 실종되었다. |  |      |
| 2020년 10월 27일 (화요일) |  | 편집 |

| 2020년 10월 27일 (화요일) |  | 편집 |

| \| 2020년 10월 28일 (수요일) \| \| 편집 \| |  |      |
| 보건 - 코로나19 범유행 - 대한민국의 0시 기준 확진자 수가 26,146명으로 집계되었다. 전날 0시 대비 103명(국내 96, 해외유입 7)이 늘었다. - 프랑스의 에마뉘엘 마크롱 대통령은 오는 10월 30일 부터 최소 한 달간 봉쇄 조치를 시행한다고 밝혔다. 유럽 전역에 걸쳐 확진자가 급증하는 가운데 나온 조치이다. 정치와 선거 - 2020년 미국 대통령 선거: 민주당 후보인 조 바이든 전 부통령이 델라웨어주 윌밍턴에서 사전 투표를 하였다. |  |      |
| 2020년 10월 28일 (수요일) |  | 편집 |

| 2020년 10월 28일 (수요일) |  | 편집 |

| \| 2020년 10월 29일 (목요일) \| \| 편집 \| |  |      |
| 무력 충돌과 공격 - 2020년 니스 흉기 테러 사건: 니스 노트르담 대성당 인근에서 흉기를 이용한 테러가 발생, 3명이 숨졌다. 법과 범죄 - 대한민국 대법원이 이명박 전 대통령의 징역 17년이 확정하였다. 뇌물 수수와 횡령 등의 혐의로 기소된 이 전 대통령의 상고심에서 재판부는 검사와 이 전 대통령 측의 상고를 기각하고, 징역 17년에 벌금 130억원, 추징금 57억 8천여 만원을 선고한 원심 결론을 확정하였다. 이에 따라, 이 전 대통령은 수일 내로 재수감될 예정이다. 보건 - 코로나19 범유행 - 대한민국의 0시 기준 확진자 수가 26,271명으로 집계되었다. 전날 0시 대비 125명(국내 106, 해외유입 19)이 늘었다. |  |      |
| 2020년 10월 29일 (목요일) |  | 편집 |

| 2020년 10월 29일 (목요일) |  | 편집 |

| \| 2020년 10월 30일 (금요일) \| \| 편집 \| |  |      |
| 문화와 예술 - 영국에서 율리우스 카이사르(시저) 암살을 기념하기 위해 기원전 42년 제작된 금화 1닢이 경매 시장에서 324만 파운드(한화 약 48억 원)에 낙찰되었다. 마르쿠스 유니우스 브루투스가 암살 사건 2년 뒤에 발행한 이 금화는 암살 날짜인 3월 15일을 뜻하는 'EID MAR' 글자가 새겨져있다. 이 글자가 새겨진 주화는 100여 개 가량이 남아있으나 대부분 은화이고, 금화는 세 개 뿐인 것으로 알려졌다. 보건 - 코로나19 범유행 - 대한민국의 0시 기준 확진자 수가 26,385명으로 집계되었다. 전날 0시 대비 114명(국내 93, 해외유입 21)이 늘었다. - 일본이 요코하마 스타디움에서 열린 한신 타이거스와 요코하마 DeNA 베이스타스의 경기 입장 인원을 80%까지 완화하고, 감염증과 관련한 시험 및 관찰을 실행하였다. 일본 관계 당국은 오는 11월 1일까지 제한을 완화하여 만석(100%) 상태에서 실험하고, 11월 7일에는 도쿄 돔에서도 같은 실험을 진행할 것으로 알려졌다. 재해 - 2020년 에게해 지진: 에게해 사모스섬 북북동 15km 해상에서 모멘트 규모 7.0의 지진이 발생하였다. 이로 인하여 최소 22명이 숨졌으며, 터키 해안가 일부에는 해수면 상승과 쓰나미 피해가 발생하였다. |  |      |
| 2020년 10월 30일 (금요일) |  | 편집 |

| 2020년 10월 30일 (금요일) |  | 편집 |

| \| 2020년 10월 31일 (토요일) \| \| 편집 \| |  |      |
| 과학과 기술 - 쇄빙연구선 아라온이 장보고과학기지와 세종과학기지의 월동연구대원 교대 임무 수행을 위해 광양항에서 출항하였다. 예년에는 항공기를 이용해 11월과 12월 사이에 교대가 이루어졌으나, 2020년은 감염증 확산 방지를 위해 필수 물자(유류 등)만 보급받으면서 정박이나 하선없이 남극의 과학기지로 향한다. 문화와 예술 - 영국 스코틀랜드의 영화 배우 숀 코너리가 숨졌다. 숀 코너리는 007 시리즈의 제임스 본드 역으로 유명하다. 보건 - 코로나19 범유행 - 대한민국의 0시 기준 확진자 수가 26,511명으로 집계되었다. 전날 0시 대비 127명(국내 96, 해외유입 31)이 늘었다. 10월 30일 확진자 중 1명은 오신고로 확인되어 확진자 누계에서 제외되었다. - 일본의 확진자 수가 10만 명을 넘어섰다. 확진자 수는 하루 사이 770명이 늘어난 100,392명, 사망자 수는 11명이 늘어난 1,755명으로 각각 집계되었다. 사고 - 대한민국 충청남도 태안군에서 낚시배가 원산안면대교 교각을 충돌하는 사고가 발생하였다. 이 사고로 3명이 숨지고, 19명이 부상을 입었다. 스포츠 - K리그1 2020: 성남 FC가 2 : 1 로 부산 아이파크를 꺾고 10위, 인천 유나이티드 FC가 FC 서울을 1 : 0 으로 꺾고, 11위를 확정, 리그 잔류를 확정하였다. 인천은 2013년 승강제 도입 이후 시민 구단 중에서는 유일하게 강등된 적이 없다. 2021 시즌, 상주 상무가 연고지 이전으로 김천 상무 축구단으로 새롭게 창단하고 2부 리그부터 시작하게 됨에 따라 승강전 없이, 상무와 최하위(12위)인 부산 아이파크가 2부리그로 강등된다. 부산은 승격 1년 만의 강등이다. - 리그 오브 레전드 월드 챔피언십 2020에서 담원 게이밍이 우승하였다. 담원은 3 : 1로 쑤닝(Suning)을 꺾고, 창단 후 처음으로 리그 오브 레전드 월드 챔피언십 우승컵을 들어올렸다. 재해 - 2020년 태풍: 필리핀 정부가 제19호 태풍 고니의 북상과 관련하여, 피해 예상 지역의 주민 20만여 명에 대하여 대피령을 내렸다. |  |      |
| 2020년 10월 31일 (토요일) |  | 편집 |

| 2020년 10월 31일 (토요일) |  | 편집 |

| <          | 2020년 10월 | 2020년 10월 | 2020년 10월 | 2020년 10월 | 2020년 10월 | >           |
| 일         | 월          | 화          | 수          | 목          | 금          | 토          |
|            |             |             |             | 1 8.15 정축 | 2 16 무인   | 3 17 기묘   |
| 4 18 경진  | 5 19 신사   | 6 20 임오   | 7 21 계미   | 8 22 갑신   | 9 23 을유   | 10 24 병술  |
| 11 25 정해 | 12 26 무자  | 13 27 기축  | 14 28 경인  | 15 29 신묘  | 16 30 임진  | 17 9.1 계사 |
| 18 2 갑오  | 19 3 을미   | 20 4 병신   | 21 5 정유   | 22 6 무술   | 23 7 기해   | 24 8 경자   |
| 25 9 신축  | 26 10 임인  | 27 11 계묘  | 28 12 갑진  | 29 13 을사  | 30 14 병오  | 31 15 정미  |

| - 2020년 - 9월 - 10월 - 11월 - 10월 4일 - 누벨칼레도니 독립 국민투표 - 키르기스스탄 총선(무효) - 10월 17일: 뉴질랜드 총선 - 10월 18일: 볼리비아 총선 편집하기 |